# Cal Mal Llamp
Cal Mal Llamp és una casa de Granollers (Vallès Oriental) protegida com a Bé Cultural d'Interès Local.

## Descripció
Es tracta d'un edifici entre mitgeres de planta baixa, pis i golfa amb coberta de teula àrab a dues vessants. La façana és plana, arrebossada i pintada acabada amb una imbricació. Hi ha tres eixos de composició: a banda i banda hi ha un balcó, mentre que al centre hi ha una finestra. El balcó de la dreta s'ha fet aprofitant la part superior de una finestra geminada.